# Метрополитенский исправительный центр (Нью-Йорк)
Метрополитенский исправительный центр (англ. Metropolitan Correctional Center, MCC, иногда ошибочно переводится как Столичный исправительный центр) — федеральная тюрьма в Нью-Йорке, где умер Джеффри Эпштейн. Закрыта в 2021 году после его смерти. После закрытия мэр города предложил использовать её в качестве приюта для мигрантов. Согласно докладу Канцелярии Генерального инспектора Министерства юстиции США, администрацией исправительного заведения Манхеттена были допущены значительные нарушения, которые привели к смерти обвиняемого.
Здание тюрьмы возвышается на 12 этажей. Изначально планировалось размещение 480 заключенных, но впоследствии вместимость увеличилась до 795. В южном десятом крыле содержались самые опасные преступники, в том числе обвиненные в терроризме. Они располагались в одиночных камерах с круглосуточно включенным светом и видом во двор. Внешний облик здания исключал типичные тюремные элементы, такие как, например, сторожевые башни. Строительство обошлось в 23 миллиона долларов. Рядом расположено здание прокуратуры, и оба строения соединяет метро.
В разные годы в исправительном учреждении содержались знаменитые преступники: Эль Чапо, Джеффри Эпштейн, Берни Мэдофф, Джон Готти, террорист Омар Абдель-Рахман и Халид Шейх Мохаммед. В 1981 году была предпринята безуспешная попытка побега заключенного на вертолёте. Двум узникам исправительного заведения удалось убежать, спустившись со второго этажа на проводе.